# Apirat Heemkhao
Apirat Heemkhao (tiếng Thái: อภิรัตน์ หีมขาว, sinh ngày 25 tháng 2 năm 1993), còn được biết với tên đơn giản "Don",(tiếng Thái: ดอน), là một cầu thủ bóng đá từ Rayong, Thái Lan. Hiện tại anh thi đấu cho Air Force Central ở Giải bóng đá Ngoại hạng Thái Lan.
Anh có hai cầu thủ yêu thích: Cristiano Ronaldo – cầu thủ bóng đá đẳng cấp thế giới Bồ Đào Nha và Ekaphan Inthasen – cầu thủ bóng đá và cựu tuyển thủ quốc gia Thái Lan. Họ cũng thi đấu cùng vị trí với Apirat, tiền vệ chạy cánh.
Năm 2010, anh đã vượt qua kĩ năng của trung học và trở thành thiên tài lúc 17 tuổi. Anh được chọn là cầu thủ bóng đá trẻ duy nhất từ Thái Lan có cơ hội được thử bước chân với 99 cầu thủ bóng đá đến từ 40 quốc gia trên thế giới dưới một chiến dịch bóng đá toàn cầu, Nike's The Chance.

## Sự nghiệp câu lạc bộ

### Chonburi F.C.
Sinh ra ở Rayong, Thái Lan, Apirat bắt đầu sự nghiệp ở đội trẻ Chonburi năm 2011. Anh được thi đấu ở đội trẻ 1 năm và đưa lên đội một năm 2012.

### Rayong United
Sau khi không thể tạo bước đột phá, anh chuyển đến Rayong United theo dạng cho mượn năm 2013. Anh thích thi đấu với câu lạc bộ như câu lạc bộ quê nhà của mình. Anh trở lại câu lạc bộ chủ quản cùng với kinh nghiệm tích lũy và 1 bàn thắng.

### Trat F.C.
Mùa giải tiếp theo, anh lại gặp khủng hoảng để tạo đột phá. Anh chuyển đến Trat theo dạng cho mượn năm 2014 để tích lũy kinh nghiệm.

### Prachuap F.C.
Mùa giải tiếp theo, 2015, Apirat bắt đầu ít được sử dụng hơn sau khi nhiều cầu thủ kinh nghiệm chuyển đến. Anh quyết định rời khỏi câu lạc bộ và gia nhập câu lạc bộ hàng đầu, Prachuap với bản hợp đồng 2 năm. Anh có màn trình diễn rất tốt với 47 lần ra sân, ghi 13 bàn thắng.
Cuối mùa giải 2016, hợp đồng của anh sẽ hết hạn vào tháng 12 năm 2016. Có tin đồn rằng anh rời câu lạc bộ để gia nhập câu lạc bộ Giải bóng đá Ngoại hạng Thái Lan như là Bangkok Glass và Sisaket. Anh đã hội ngộ và làm việc với cựu huấn luyện viên của anh ở Prachuap F.C., Dusit Chalermsan.
Ngày 17 tháng 11 năm 2016, Apirat ký một bản hợp đồng mới với Prachuap.